# J. Rasmus Brandt

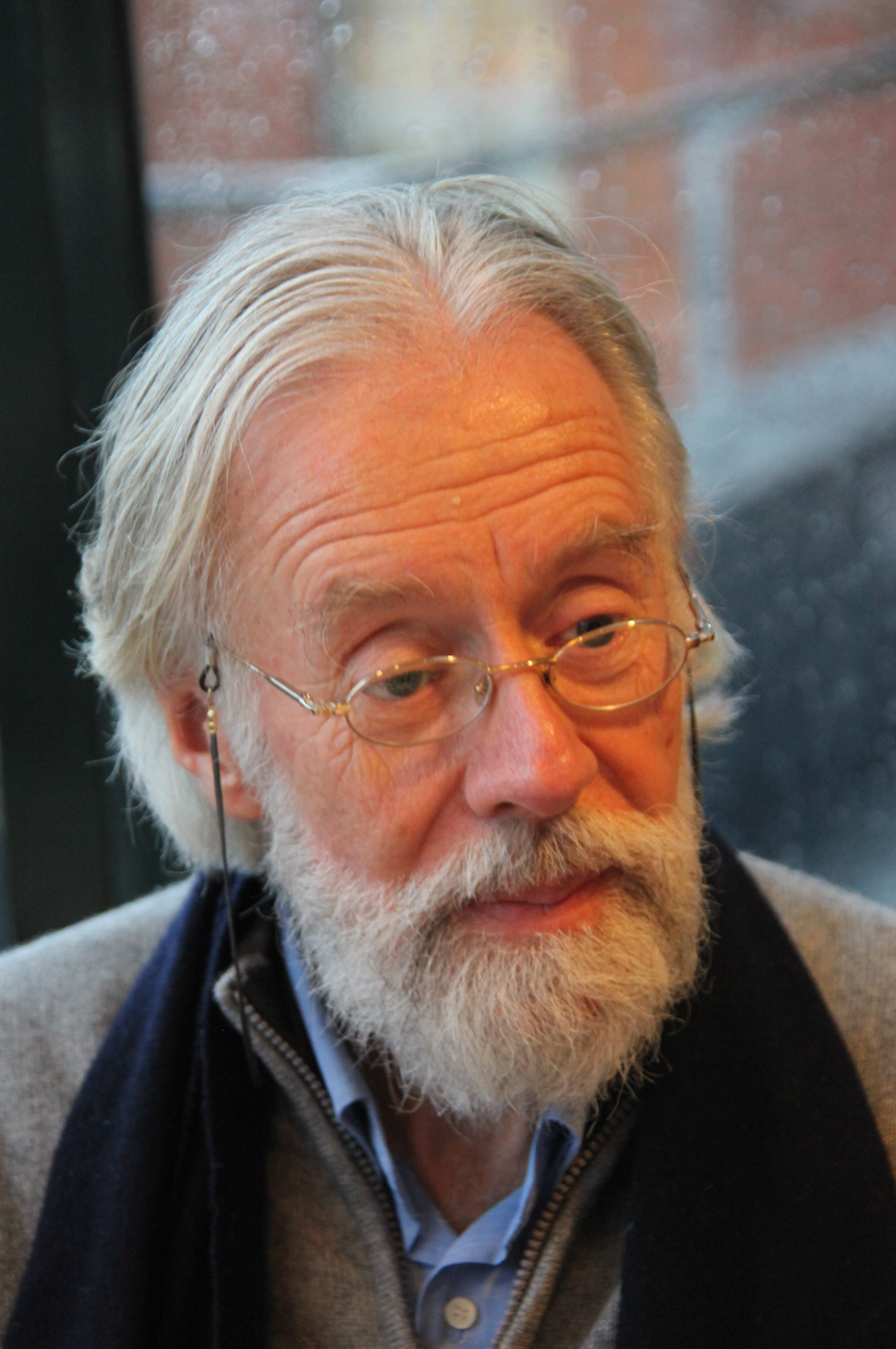
J. Rasmus Brandt

Johann Rasmus Brandt (* 27. Januar 1943) ist ein norwegischer Klassischer Archäologe.
J. Rasmus Brandt studierte an der Universität Oslo, 1994 wurde er dort habilitiert. Von 1996 bis 2002 war er Direktor des Norwegischen Instituts in Rom. Bis zu seiner Emeritierung lehrte er als Professor für Klassische Archäologie an der Universität Oslo.

## Publikationen (Auswahl)
- mit Mette Moltesen: Excavations at La Giostra. A mid-Republican fortress outside Rome. "L'Erma" di Bretschneider, Rom 1994, ISBN 88-7062-873-6.
- mit  Jon W. Iddeng (Hrsg.): Greek and Roman festivals: content, meaning, and practice. Oxford University Press, Oxford 2012, ISBN 978-0-199-69609-3.
- (Hrsg.): Death and changing rituals. Function and meaning in ancient funerary practices. Oxbow Books, Oxford/Philadelphia 2015, ISBN 978-1-782-97639-4.
- mit Erika Hagelberg, Gro Bjørnstad, Sven Ahrens (Hrsg.): Life and death in Asia Minor in Hellenistic, Roman, and Byzantine times. Studies in archaeology and bioarchaeology. Oxbow Books, Oxford/Philadelphia 2017, ISBN 978-1-78570-359-1.